# Last Band Standing
Last Band Standing is een album van Belgische punkgroep Red Zebra uit 2001. De plaat verscheen bij Halu.

## Nummers
1. I Can't Live in a Living Room (live)
2. Beirut by Night (live)
3. Fisheye (live)
4. Montenegro (live)
5. Silly Things (live)
6. Mice and Men (live)
7. Winning (live)
8. Hand 'em Over (live)
9. Confess (live)
10. First Day Out (live)
11. Her Unhappy Head (live)
12. I'm Falling Apart (live)
13. Graveyard Shuffle (live)
14. Innocent People (live)

## Meewerkende artiesten
- Dett Peyskens (keyboards)
- Geert Maertens (gitaar)
- Johan Isselée (drums, keyboards, percussie)
- Jurgen Surinx (basgitaar)
- Nicolas Delfosse (elektrische gitaar)
- Peter Slabbynck (zang)
- Sofie Reynaert (cello)